# Número de série do volume

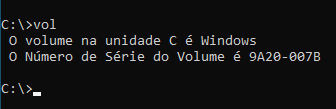
Prompt de comando do Windows 10 exibindo um número de série de volume da unidade C:

Um número de série do volume é um número de série atribuído a um volume de disco ou de fita. Originou-se nos anos 50 em sistemas operacionais de computadores mainframe. Na linha do OS/360, é configurável por humanos, tem um comprimento máximo de seis caracteres, está em maiúsculas, deve começar com uma letra e identifica um volume para o sistema de maneira exclusiva. Por exemplo, "SYSRES" é frequentemente usado para um system residence volume (volume de residência do sistema).
Nos sistemas de arquivos FAT e NTFS, um número de série do volume é um recurso usado para determinar se um disco está presente em uma unidade ou não, e para detectar se ele foi trocado por outro. Este sistema de identificação foi criado pela Microsoft e IBM, durante o desenvolvimento do OS/2. Foi introduzido no MS-DOS 4.01 em 1988.
O número de série do volume é um número de 32 bits determinado pela data e hora no relógio em tempo real no computador atual na hora da formatação do disco. Anteriormente, a determinação pelo sistema operacional sobre a troca ou não de um disco era feita lendo o rótulo do volume da unidade (muito semelhante em conceito ao OS/360). No entanto, mesmo naquele momento, o rótulo do volume não precisava ser exclusivo e era opcional. Portanto, muitos usuários não deram aos discos nenhum nome significativo e o método antigo falhou.